# Unona maritima
Unona maritima là loài thực vật có hoa thuộc họ Na. Loài này được (Baill.) Baill. miêu tả khoa học đầu tiên năm 1882.